# Sebastes pachycephalus nigricans
Sebastes pachycephalus nigricans is een ondersoort van de straalvinnige vissen uit de familie van de schorpioenvissen (Sebastidae). De wetenschappelijke naam van de soort is voor het eerst geldig gepubliceerd in 1930 door Schmidt.